# Crepidula pyguaia
Crepidula pyguaia là một loài ốc biển, là động vật thân mềm chân bụng sống ở biển trong họ Calyptraeidae.

## Miêu tả
Độ dài vỏ lớn nhất ghi nhận được là 20 mm.

## Môi trường sống
Độ sâu nhỏ nhất ghi nhận được là 0 m. Độ sâu lớn nhất ghi nhận được là 2 m.